# Lijst van voetbalinterlands Comoren - Gambia
Deze lijst van voetbalinterlands is een overzicht van alle officiële voetbalwedstrijden tussen de nationale teams van de Comoren en Gambia. De landen hebben tot op heden twee keer tegen elkaar gespeeld. De eerste ontmoeting, een kwalificatiewedstrijd voor de Afrika Cup 2025, werd gespeeld in El Jadida (Marokko) op 4 september 2024. Het laatste duel, de returnwedstrijd in dezelfde kwalificatiereeks, vond plaats op 15 november 2024 in Berkane (Marokko).

## Wedstrijden
| № | Plaats    | Datum            | Competitie                   | Wedstrijd        | Uitslag |
| - | --------- | ---------------- | ---------------------------- | ---------------- | ------- |
| 1 | El Jadida | 4 september 2024 | Afrika Cup 2025 kwalificatie | Comoren − Gambia | 1 − 1   |
| 2 | Berkane   | 15 november 2024 | Afrika Cup 2025 kwalificatie | Gambia − Comoren | 1 − 2   |

## Samenvatting
| Competitie              | Totaal gespeeld | Winst Comoren | Gelijk | Winst Gambia | Doelsaldo Comoren – Gambia |
| ----------------------- | --------------- | ------------- | ------ | ------------ | -------------------------- |
| Afrika Cup-kwalificatie | 2               | 1             | 1      | 0            | 3 − 2                      |
| Totaal                  | 2               | 1             | 1      | 0            | 3 − 2                      |

FCF · Comorees vrouwenelftal

Interlands
Tegenstander:
Angola ·
Botswana ·
Burkina Faso ·
Burundi ·
Centraal-Afrikaanse Republiek ·
Djibouti ·
Egypte ·
Ethiopië ·
Gabon ·
Gambia ·
Ghana ·
Guinee ·
Ivoorkust ·
Jemen ·
Kaapverdië ·
Kameroen ·
Kenia ·
Lesotho ·
Libië ·
Madagaskar ·
Malawi ·
Malediven ·
Mali ·
Marokko ·
Mauritanië ·
Mauritius ·
Mozambique ·
Namibië ·
Oeganda ·
Palestina ·
Seychellen ·
Sierra Leone ·
Swaziland ·
Togo ·
Tsjaad ·
Tunesië ·
Zambia ·
Zimbabwe ·
Zuid-Afrika
GFA · A-internationals · Olympische elftal · Gambiaans vrouwenelftal
Algerije ·
Angola ·
Benin ·
Burkina Faso ·
Burundi ·
Centraal-Afrikaanse Republiek ·
China ·
Comoren ·
Congo-Brazzaville ·
Congo-Kinshasa ·
Denemarken ·
Djibouti ·
Equatoriaal-Guinea ·
Gabon ·
Ghana ·
Guinee ·
Guinee-Bissau ·
Ivoorkust ·
Kaapverdië ·
Kameroen ·
Kenia ·
Kosovo ·
Lesotho ·
Liberia ·
Libië ·
Luxemburg ·
Madagaskar ·
Mali ·
Marokko ·
Mauritanië ·
Mexico ·
Namibië ·
Nieuw-Zeeland ·
Niger ·
Nigeria ·
Oeganda ·
Saoedi-Arabië ·
Senegal ·
Seychellen ·
Sierra Leone ·
Tanzania ·
Togo ·
Tsjaad ·
Tunesië ·
Verenigde Arabische Emiraten ·
Zambia ·
Zuid-Afrika ·
Zuid-Soedan